# Hidatsa

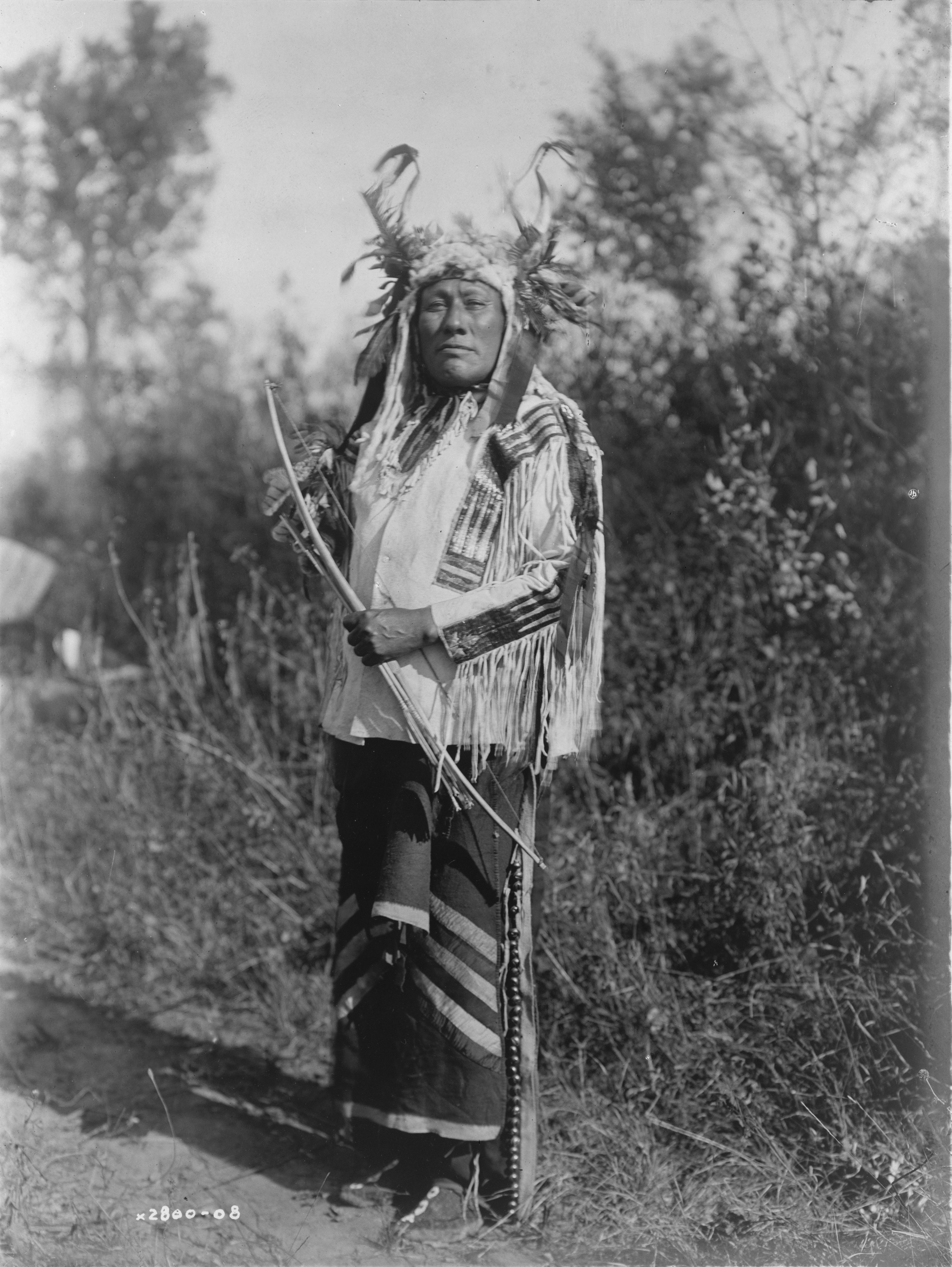
Partecipante alla Danza del cane

Gli Hidatsa sono un popolo Siouan e sono federalmente riconosciuti tra le tre tribù affiliate della riserva di Fort Berthold in Nord Dakota. La loro lingua è legata a quella del Crow e sono a volte considerati una tribù da cui derivano i Crow del Montana.

## Il nome Hidatsa
L'endonimo del Hidatsa è Hiraacá. Secondo la tradizione tribale, la parola hiraacá deriva dalla parola "salice" (si autodefinivano Popolo dei Salici infatti). Tuttavia, l'etimologia non è così chiara e la somiglianza alla parola mirahací 'salici' risulta essere ancora poco chiara. Il nome attuale Hidatsa apparteneva ad uno dei tre villaggi tribali. Quando l'unione tra i villaggi si consolidò, il nome è stato adottato per la tribù nel suo complesso. Essi sono chiamati i Minnetaree dai propri alleati: i Mandan; in prossimità dell'Assiniboine gli Hidusidi li conoscevano come wakmúhaza yude, ȟewáktųkta.

## Cultura
Essi sono un gruppo di popolazioni semisedentarie che si autodefinivano Popolo dei Salici. Coltivavano le terre lungo il corso superiore del Missouri e producevano una qualità di mais presente tuttora, oltre a fagioli, zucche, melone, girasoli e tabacco.
L'abitazione tipica degli Hidatsa è una capanna circolare semi-affondata nel terreno e coperta di terra, fango, rametti, erba, zolle erbose o altro, da cui il nome coloniale di earth-lodge, fornita di un basso corridoio di accesso. All'interno, un puntello di sostegno a forcella sostiene nel centro quattro travi posizionate a croce. Alcuni tronchi più piccoli sistemati lungo la circonferenza dell'abitazione sostengono una serie di grandi pali dai quali partono i travicelli per le travi centrali. Dei rametti di salice vengono legati orizzontalmente e coperti con erba secca, seguita da uno strato di zolle e terra.
Con l'introduzione del cavallo il sistema agricolo sedentario venne in parte sostituito da un'economia fondata sulla caccia al bisonte. Spesso erano le donne a lavorare i campi, mentre gli uomini cacciavano e combattevano.
Furono colpiti dal vaiolo introdotto dai bianchi nel 1837, ne rimasero dimezzati. I sopravvissuti delle due tribù nel 1845 si riunirono a Fort Berthold, dove vennero raggiunti dagli Arikara nel 1862. Nel 1868 vennero riconosciuti come le tre tribù affiliate; oggi ne restano 5.000 in Nord Dakota.